# 圓惠法親王
圓惠法親王（1152年（仁平二年）—1184年1月3日（壽永二年十一月十九））日本平安時代末期皇族、天臺宗僧侶。他是後白河天皇第四子，母親為兵衛尉平信重的女兒坊門局。通稱八條宮。
以無品親王任四天王寺別当，為第一位皇族出身的園城寺長吏，為父親後白河法皇在佛教界中提供支持。1180年（治承四年）以仁王舉兵的時候，以仁王出奔園城寺，平家懷疑圓惠法親王與以仁王是一黨，將其逮捕，並終止了四天王寺檢校的職務。
此後隨伺候法皇身邊。1184年，源義仲攻擊法住寺殿時率兵抵抗，戰敗逃跑，在華山寺附近被射殺。
身為皇族的圓惠法親王以及天臺座主明雲的被殺，令九條兼實感嘆道：「如此高貴的僧人遭到如此的劫難，真是聞所未聞。」（《玉葉》）